# Parloir

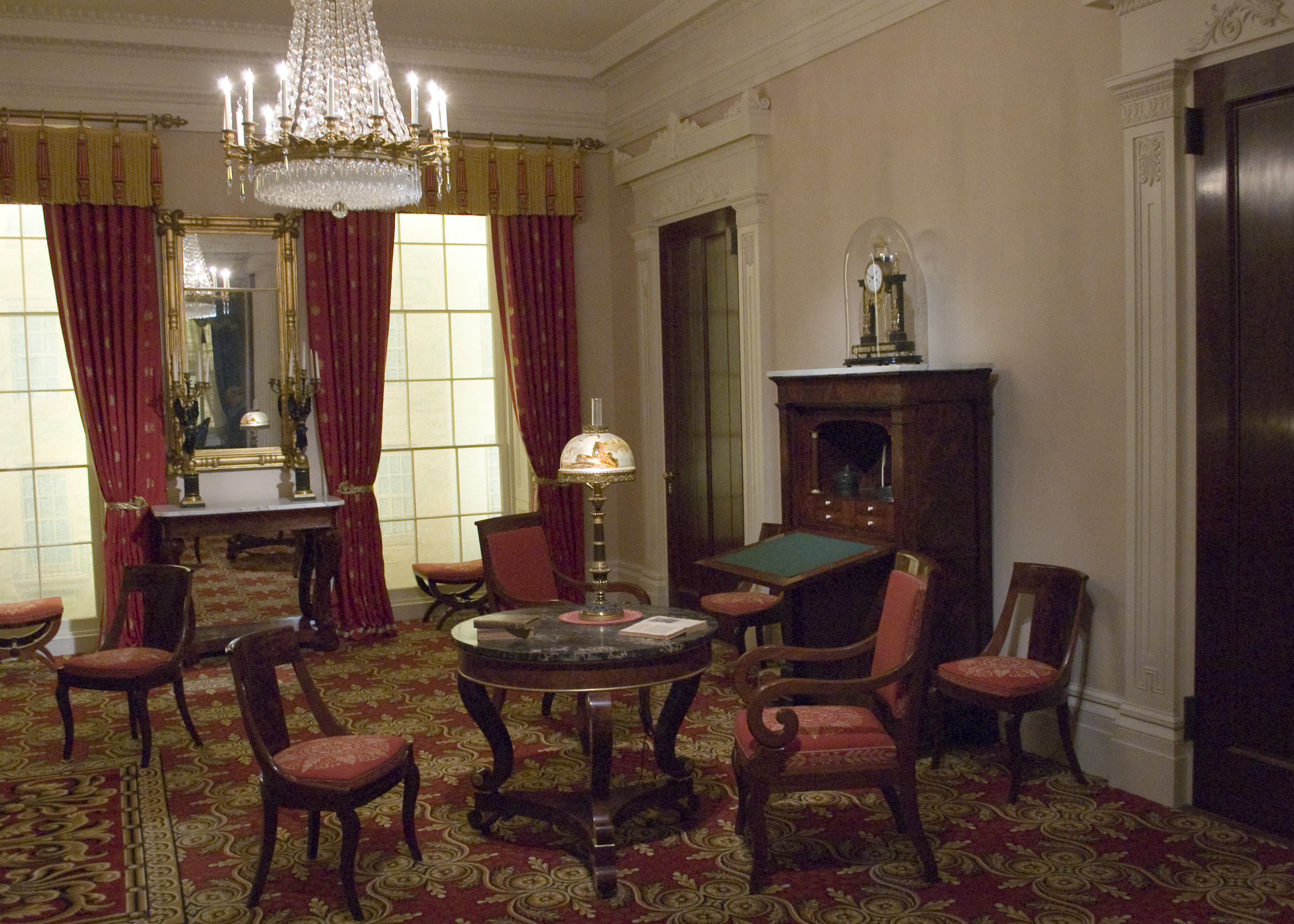
Salon-parloir du XIXe siècle, de style Greek Revival, reconstitué au Metropolitan Museum of Art.

Un parloir est la pièce d'un bâtiment permettant à plusieurs personnes de communiquer oralement. Une telle pièce est notamment présente dans des abbayes et monastères, dans les anciens internats scolaires et dans certains hôpitaux. Le terme désigne aussi de façon courante le parloir carcéral destiné aux rencontres entre les détenus et leurs visiteurs (famille, proches, avocats). Dans une habitation, il s'agit d'une pièce destinée à recevoir, parfois nommée salon-parloir, et très souvent présente dans les maisons bourgeoises anglaises.

## Architecture religieuse

Plan-type d'une abbaye cistercienne. On distingue deux parloirs en positions 20 et 29.

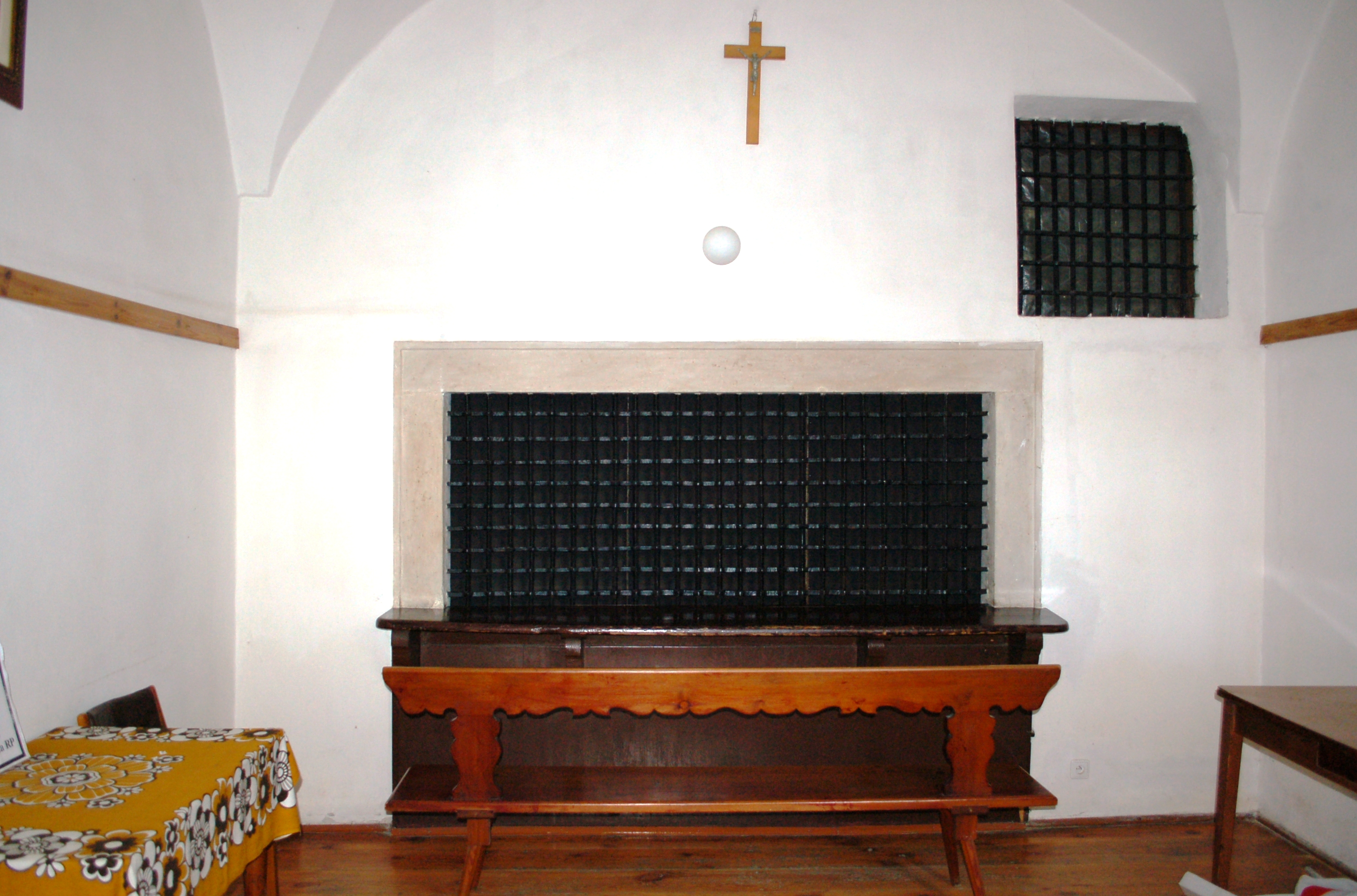
Double grillage du parloir des Visitandines de Varsovie : expression de la clôture religieuse.

Dans les monastères, le parloir est appelé locutorium ou auditorium. Pour les ordres de Cluny et de Cîteaux, on distingue trois types de parloir :
- un parloir destiné aux discussions internes,
- un parloir pouvant accueillir des visiteurs extérieurs,
- parfois un parloir servant de confessionnal, souvent placé près du temple.

Pour les monastères de religieuses, les trois parloirs sont également présents. Il était interdit aux religieuses de pénétrer sans témoin dans le parloir destiné aux rencontres avec les personnes extérieures et l'ouverture permettant la communication était souvent grillagée et voilée pour que les religieuses ne puissent être vues de l'extérieur.

## Prisons

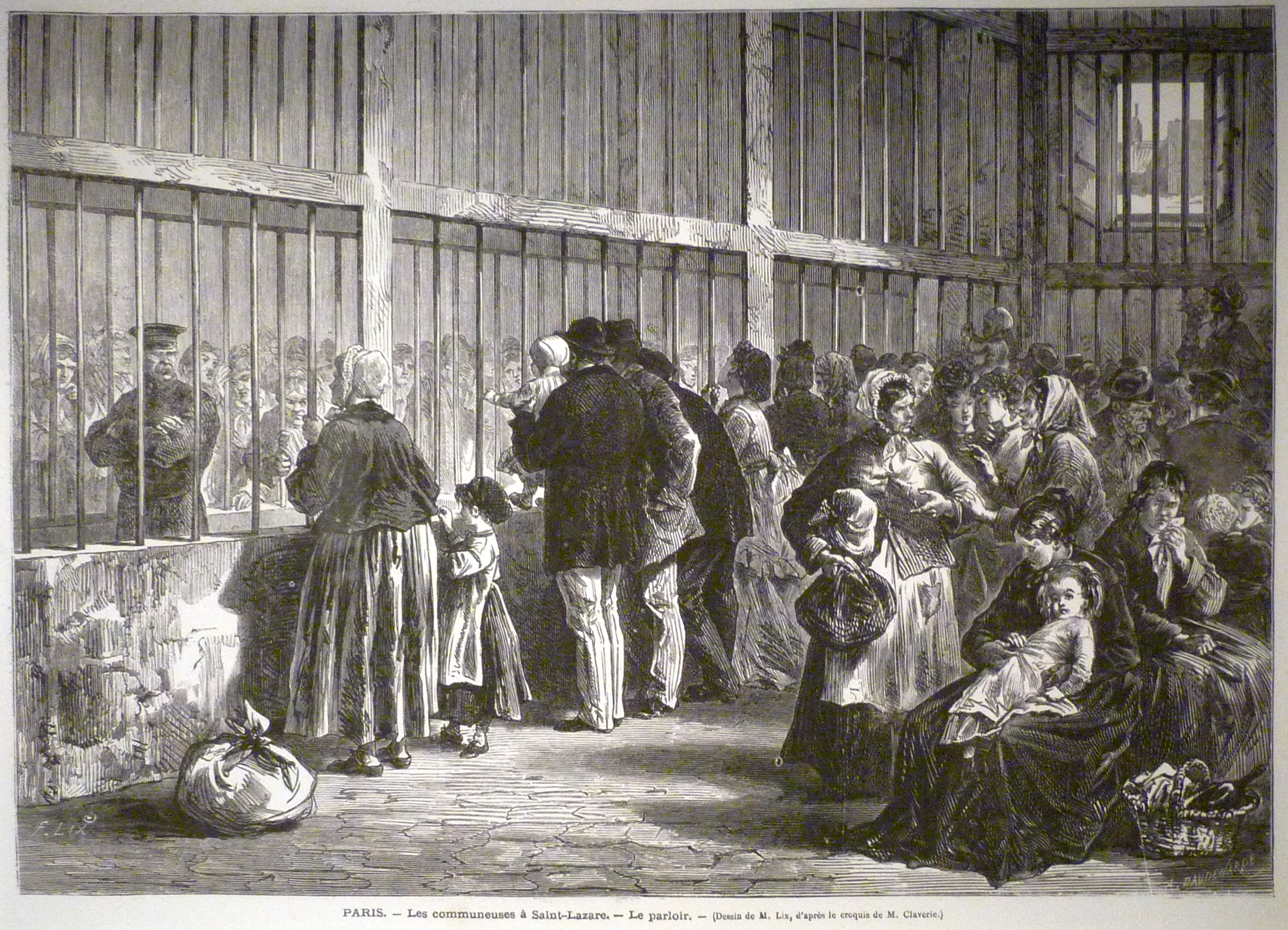
Visite aux communards dans la prison pour femmes de St. Lazare. Gravure de Frédéric Lix, 5 août 1871.

Dans les prisons, le parloir est destiné à permettre aux détenus de communiquer avec des personnes extérieures. En dehors des parloirs ordinaires, certaines prisons possèdent également des parloirs spécifiques pour recevoir l'avocat ou destinés à permettre l'intimité familiale le temps de la visite.
En France, les visites sont soumises à l'obtention préalable d'un permis de visite qui peut être temporaire ou permanent. Des parloirs familiaux (salons fermés, d'une superficie variant de 12 à 15 m²) et des unités de vie familiale (appartement meublé de 2 ou 3 pièces, séparé de la détention, où la personne détenue peut recevoir sa famille dans l'intimité) doivent, depuis la loi pénitentiaire de 2009 destinée à favoriser la réinsertion par le maintien du lien familial, être proposés aux détenus. Dans la pratique, seuls certains établissements en proposent : au 1er janvier 2015, il existe 45 parloirs familiaux répartis dans 9 établissements pénitentiaires et 85 unités de vie familiale sont réparties au sein de 26 établissements pénitentiaires.